# Drama Queen (album av Sunday Sound)
Drama Queen är ett musikalbum av Sunday Sound utgivet i oktober 2007. Det här var gruppens debutalbum, samt det första albumet som släpptes på gruppens eget skivbolag Checoban Records. Albumet släpps internationellt genom digital distribution via Dicentia.
Musikvideon till första spåret More Than Dead rönte uppmärksamhet, då detta var första gången en grupp lät sina fans göra en musikvideo på internet via videoredigeringssajten Jaycut.  

## Låtlista
1. More Than Dead
2. Save Me
3. Miracles
4. Shadows
5. Invisible
6. No One
7. Drama Queen
8. Complicated
9. What Does It Take
10. Salvation
11. Where Are You
12. To Be Continued